# Miren Azkarate Villar
Miren Karmele Azkarate Villar (Sant Sebastià, 27 de novembre de 1955) és una política, catedràtica de Filologia Basca, professora universitària i euskaltzaina, Consellera de Cultura del Governo Basc i portaveu del Govern.
Miren Azkarate va néixer a Sant Sebastià el 27 de novembre de 1955. Es va llicenciar en Filosofia i Lletres a la Universitat de Deusto i es va doctorar en Filologia basca a la Universitat del País Basc.
Entre 1978 i 1988 va ser professora de Morfosintaxis i Lexicografia en la Facultat de Filologia Basca de la Universitat de Deusto. Des de 1988 és professora a la Universitat del País Basc i Catedràtica de Filologia Basca. Entre 1996 i 1997 va ser Vicerectora de Basc de la Universitat del País Basc.
El 1983 va ser nomenada urgazle (membre corresponent) i 1992 va ser nomenada euskaltzain ós (acadèmica de nombre) de la Reial Acadèmia de la Llengua Basca, sent la primera dona a ser nomenada acadèmica de nombre per l'Acadèmia (cadira 23), sota el mandat del euskaltzainburu Jean Haritschelhar; i actualment al costat de Laura Mintegi i Blanca Urgell, de les poques dones en l'Acadèmia.
Mirin Azkarate va ser Consellera de Cultura del Govern Basc en la Setena Legislatura, de 2001 a 2005, i portaveu del Govern des de 2004. En la següent legislatura (la vuitena) va romandre com a Consellera de Cultura del Govern Basc fins a 2009. Va ser Portaveu del Govern (2004-2009).
Des de 2011 és regidora de Sant Sebastià.